# Agraecia
Agraecia is een geslacht van rechtvleugeligen uit de familie sabelsprinkhanen (Tettigoniidae). De wetenschappelijke naam van dit geslacht is voor het eerst geldig gepubliceerd in 1831 door Serville.

## Soorten
Het geslacht Agraecia omvat de volgende soorten:
- Agraecia abbreviata Redtenbacher, 1891
- Agraecia cesairei Hugel, 2009
- Agraecia dorsalis Karny, 1907
- Agraecia fallax Karny, 1911
- Agraecia festae Griffini, 1896
- Agraecia maculata Redtenbacher, 1891
- Agraecia nigrifrons Redtenbacher, 1891
- Agraecia ornata Karny, 1907
- Agraecia pulchella Hebard, 1927
- Agraecia punctata Saint-Fargeau & Serville, 1825
- Agraecia subulata Redtenbacher, 1891
- Agraecia viridipennis Redtenbacher, 1891
- Agraecia vittata Redtenbacher, 1891
- Agraecia vittipes Redtenbacher, 1891